# Wojciech Gaweł
Wojciech Gaweł (ur. 3 września 1984) – polski brydżysta, Arcymistrz (PZBS), zawodnik Bridge24.pl.

## Wyniki brydżowe

### Zawody światowe
W światowych zawodach zdobył następujące lokaty:
| Mistrzostwa Świata. Konkurencja teamów | Mistrzostwa Świata. Konkurencja teamów | Mistrzostwa Świata. Konkurencja teamów | Mistrzostwa Świata. Konkurencja teamów | Mistrzostwa Świata. Konkurencja teamów | Mistrzostwa Świata. Konkurencja teamów |
| Rok                                    | Miejsce                                | Zawody                                 | Kategoria                              | Drużyna                                | Pozycja                                |
| -------------------------------------- | -------------------------------------- | -------------------------------------- | -------------------------------------- | -------------------------------------- | -------------------------------------- |
| 2014                                   | Sanya                                  | 14. Seria Mistrzostw Świata            | Miksty                                 | Rossard                                | 3                                      |
| 2013                                   | Nusa Dua                               | 41. Mistrzostwa Świata Teamów          | Trans                                  | Bridge24PL                             | 77                                     |
| 2011                                   | Veldhoven                              | 40. Mistrzostwa Świata Teamów          | Trans                                  | AZS Poland                             | 22                                     |
| 2010                                   | Kaohsiung                              | 5. Akademicki Puchar Świata Teamów     | Open                                   | Poland                                 | 1                                      |
| 2008                                   | Łódź                                   | 4. Puchar Świata Teamów Akademickich   | Open                                   | Poland B                               | 4                                      |

### Zawody europejskie
W europejskich zawodach zdobył następujące lokaty:
| Zawody europejskie. Konkurencja teamów | Zawody europejskie. Konkurencja teamów | Zawody europejskie. Konkurencja teamów | Zawody europejskie. Konkurencja teamów | Zawody europejskie. Konkurencja teamów | Zawody europejskie. Konkurencja teamów |
| Rok                                    | Miejsce                                | Zawody                                 | Kategoria                              | Drużyna                                | Pozycja                                |
| -------------------------------------- | -------------------------------------- | -------------------------------------- | -------------------------------------- | -------------------------------------- | -------------------------------------- |
| 2013                                   | Ostenda                                | 6. Otwarte Mistrzostwa Europy          | Open                                   | Poland                                 | 5                                      |
| 2011                                   | Warszawa                               | 2. Akademickie Mistrzostwa Europy      | Open                                   | Politechnika Wrocławska                | 2                                      |
| 2009                                   | Opatija                                | 1. Akademickie Mistrzostwa Europy      | Open                                   | Wrocław                                | 1                                      |

| Zawody europejskie. Konkurencja par | Zawody europejskie. Konkurencja par | Zawody europejskie. Konkurencja par   | Zawody europejskie. Konkurencja par | Zawody europejskie. Konkurencja par | Zawody europejskie. Konkurencja par |
| Rok                                 | Miejsce                             | Zawody                                | Kategoria                           | Partner                             | Pozycja                             |
| ----------------------------------- | ----------------------------------- | ------------------------------------- | ----------------------------------- | ----------------------------------- | ----------------------------------- |
| 2013                                | Ostenda                             | 6. Otwarte Mistrzostwa Europy         | Open                                | Rafał Jagniewski                    | 17                                  |
| 2008                                | Wrocław                             | 9. Młodzieżowe Mistrzostwa Europy Par | Juniorzy                            | Piotr Zatorski                      | 18                                  |

## Klasyfikacja
- Wojciech Gaweł – klasyfikacja PZBS
- Wojciech Gaweł – klasyfikacja EBL (ang.)
- Wojciech Gaweł – klasyfikacja EBL (ang.)
- Wojciech Gaweł – klasyfikacja WBF (ang.)
- Wojciech Gaweł – klasyfikacja WBF (ang.)